# 张树楠
张树楠（1921年—？），男，原籍直隶迁安，生于北京，中国男高音歌唱家，曾任中央民族乐团独唱演员。